# Rutledge (Tennessee)
Rutledge és una població dels Estats Units a l'estat de Tennessee. Segons el cens del 2000 tenia 1.187 habitants.

## Demografia
Segons el cens del 2000, Rutledge tenia 1.187 habitants, 475 habitatges, i 298 famílies. La densitat de població era de 97,7 habitants/km².
Dels 475 habitatges en un 27,2% hi vivien nens de menys de 18 anys, en un 46,9% hi vivien parelles casades, en un 14,1% dones solteres, i en un 37,1% no eren unitats familiars. En el 34,7% dels habitatges hi vivien persones soles el 18,1% de les quals corresponia a persones de 65 anys o més que vivien soles. El nombre mitjà de persones vivint en cada habitatge era de 2,17 i el nombre mitjà de persones que vivien en cada família era de 2,76.
Per edats la població es repartia de la següent manera: un 19% tenia menys de 18 anys, un 5,7% entre 18 i 24, un 28,1% entre 25 i 44, un 21,7% de 45 a 60 i un 25,4% 65 anys o més.
L'edat mediana era de 43 anys. Per cada 100 dones de 18 o més anys hi havia 83,2 homes.
La renda mediana per habitatge era de 24.276 $ i la renda mediana per família de 33.571 $. Els homes tenien una renda mediana de 26.151 $ mentre que les dones 20.677 $. La renda per capita de la població era de 14.477 $. Entorn de l'11,8% de les famílies i el 20% de la població estaven per davall del llindar de pobresa.

## Poblacions més properes
El següent diagrama mostra les poblacions més properes.